# سولومون أسانتي
سولومون أسانتي (بالإنجليزية: Solomon Asante)‏ (مواليد 6 مارس 1990 في كوماسي) هو لاعب كرة قدم غاني يلعب حاليًا لصالح نادي تي بي مازيمبي.

## المسيرة الدولية

### بوركينا فاسو
لعب أسانتي مباراته الدولية الأولى مع منتخب بوركينا فاسو أمام منتخب جنوب أفريقيا يوم 8 أغسطس 2011 في مباراة دولية ودية.

### غانا
في 16 مايو 2012، استدعي سانتي لقائمة منتخب غانا لمواجهة منتخبي ليسوتو وزامبيا ضمن تصفيات أفريقيات المؤهلة لكأس العالم 2014 لكنه استبعد لاحقًا بسبب بعض المخاوف تجاه أحقيّة مشاركته مع منتخب غانا.
سُمح له لاحقًا باللعب لصالح منتخب غانا.

## الألقاب

### النادي
أسفا ينينغا
- دوري بوركينا فاسو الممتاز (1): 2010–11
- هداف دوري بوركينا فاسو الممتاز (1): (2): 2009–10، 2010–11

## روابط خارجية
- سولومون أسانتي على موقع قاعدة بيانات كرة القدم.إي يو (الإنجليزية)
- سولومون أسانتي على موقع ناشيونال فوتبول تيمز (الإنجليزية)
- سولومون أسانتي على موقع Soccerway.com (الإنجليزية)
- سولومون أسانتي على موقع AS.com (الإسبانية)